# Bulbophyllum cryptostachyum
Bulbophyllum cryptostachyum är en orkidéart som beskrevs av Rudolf Schlechter. Bulbophyllum cryptostachyum ingår i släktet Bulbophyllum och familjen orkidéer. Inga underarter finns listade i Catalogue of Life.